# Johnny Bower
John William „Johnny“ Bower (geb. John Kiszkan; * 8. November 1924 in Prince Albert, Saskatchewan; † 26. Dezember 2017 in Toronto, Ontario) war ein kanadischer Eishockeytorwart, der von 1953 bis 1970 für die New York Rangers und Toronto Maple Leafs in der National Hockey League spielte. Er gewann vier Stanley Cups und ist Mitglied der Hockey Hall of Fame.

## Karriere
Mit 17 Jahren ging er für vier Jahre zum Militär und spielte dann einige Jahre in unteren Klassen. Auch in seinen ersten Jahre bei den New York Rangers schaffte er nicht den Durchbruch und als er dann nach Toronto wechselte, spielte er dort seine zweite Saison. Zum Beginn seiner NHL-Karriere war er schon über 30 Jahre alt und als er zum ersten Mal ins "First All-Star Team" gewählt wurde, war er bereits 37 Jahre. 1962, 1963, 1964 und 1967 gewann er den Stanley Cup mit den Maple Leafs und als er 1970 seine Karriere beendete, war er 45 Jahre alt.
1976 wurde er mit der Aufnahme in die Hockey Hall of Fame geehrt. 30 Jahre später ehrte ihn die American Hockey League mit der Aufnahme in die AHL Hall of Fame.
Er verstarb am 26. Dezember 2017 in Toronto im Alter von 93 Jahren an den Folgen einer Lungenentzündung.

## Auszeichnungen
- Harry „Hap“ Holmes Memorial Award: 1952, 1957 und 1958
- AHL First All-Star Team: 1952, 1953, 1956, 1957 und 1958
- AHL Second All-Star Team: 1951
- Les Cunningham Award: 1956, 1957 und 1958
- NHL First All-Star Team: 1961
- Vezina Trophy: 1961 und 1965